# 帕西峰
62°31′43″S 60°08′27″W / 62.52861°S 60.14083°W

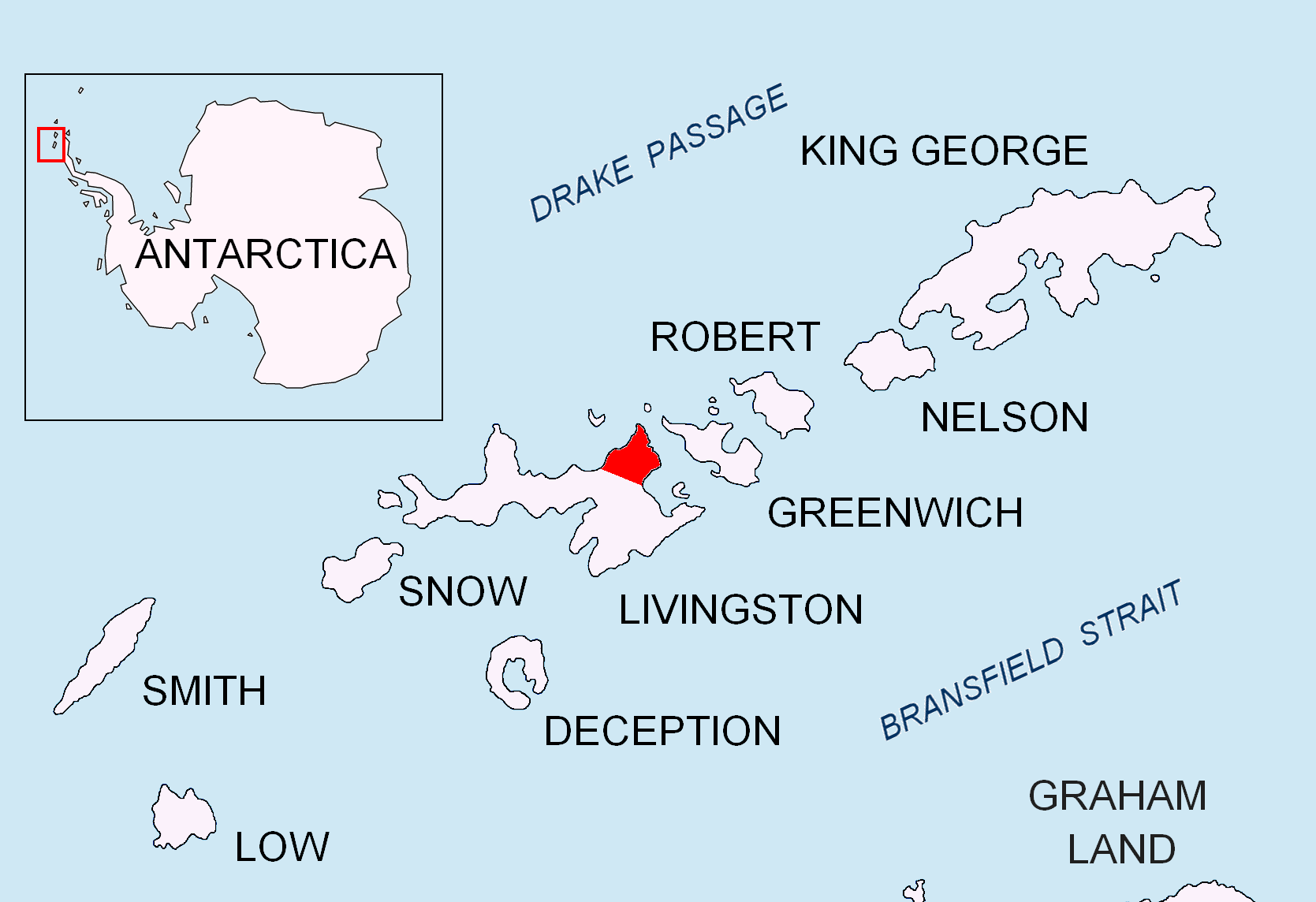

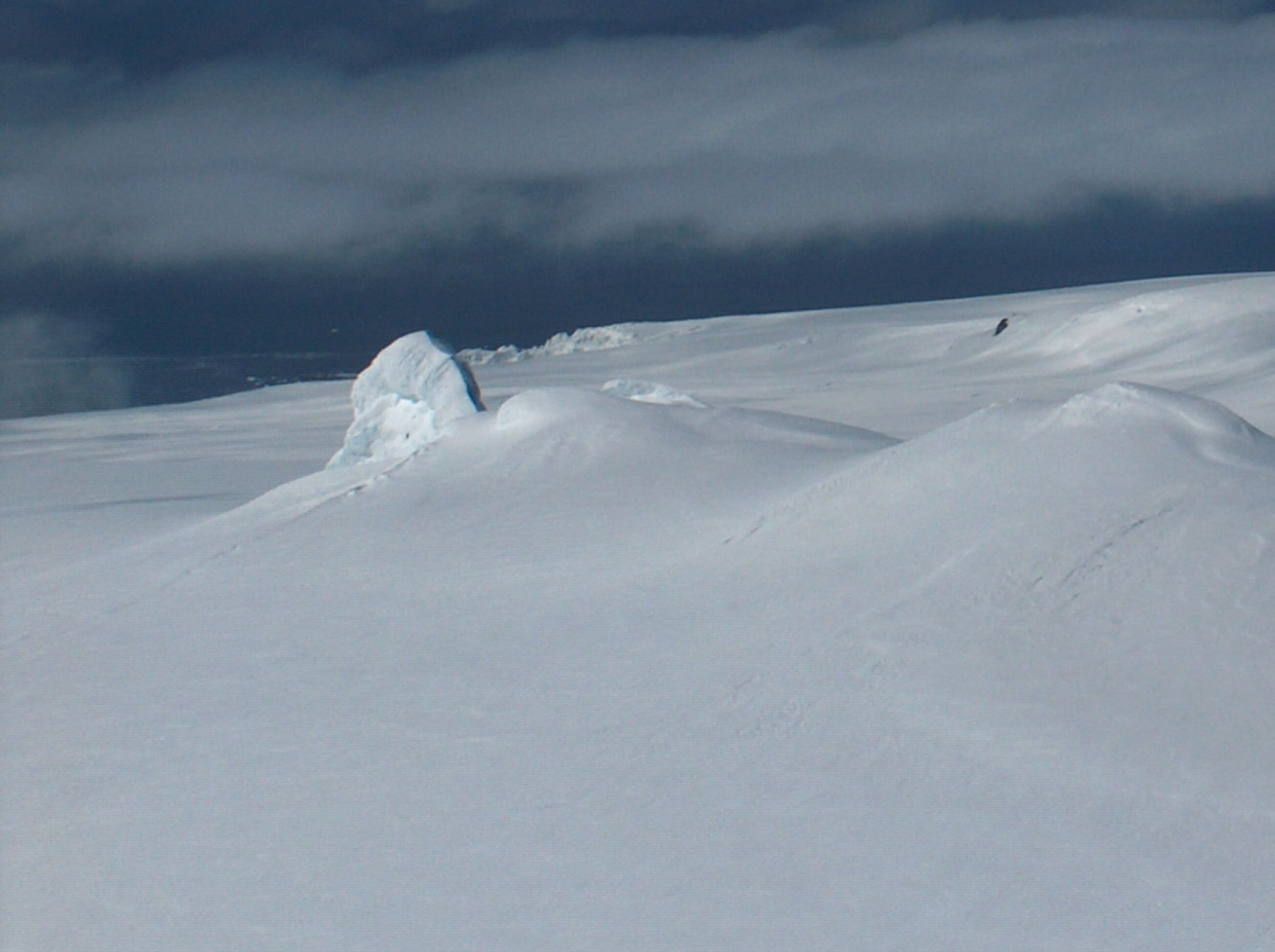

帕西峰是南極洲的山峰，位於南設得蘭群島的利文斯頓島的瓦爾納半島，屬於維丁高地的一部分，海拔高度510米，處於米濟亞峰東北面1.4公里、威廉斯角以南8.6公里、馬達加峰西北面1.6公里和克里奇姆峰東北面0.38公里。

## 外部連結
- SCAR Composite Antarctic Gazetteer（页面存档备份，存于）.